# 謎の大陸アトランティス
『謎の大陸アトランティス』（Atlantis, the Lost Continent）は1961年のアメリカ映画。ジョージ・パル・プロダクション制作、MGM映画配給。古代ギリシャの哲学者プラトンが創造した、失われた大陸アトランティスを舞台に繰り広げられるファンタジックな冒険活劇。
『宇宙戦争』、『地球最後の日』、『タイム・マシン 80万年後の世界へ』等で知られるジョージ・パルが、自身のプロダクションで制作、監督。原作はジェラルド・ハーグリーブスの戯曲。
一部にMGM大作『クォ・ヴァディス』の場面を使用した、競技場や大地震のスペクタクル場面と、ジョージ・パルによるSFXがドラマを盛り上げ、特撮ファンタジー作品としてヒットした。
日本では、日本語吹替版のみ劇場公開された。

## ストーリー
ギリシャの若者が、漂流していたアトランティスの王女を助ける。彼女の言うままに、世界の果てと思われていたヘラクレスの柱（ジブラルタル海峡）を抜けて舟を進めると、高度な文明を誇る大陸アトランティスがあった。年老いた王を騙して実権を手中にした悪宰相は、水晶を使って太陽光を集めレーザー光線とする殺人兵器を使用するなどして世界征服を企む。しかし企みは神の怒りを買い、大火山が噴火。全土を揺るがす大地震と共に、大陸は一夜にして大海に没する。若者や王女ら生き残った人達が、その文明を世界に伝えていった。

## キャスト
| 役名               | 俳優                 | 日本語吹替 | 日本語吹替   | 日本語吹替   |
| 役名               | 俳優                 | 劇場公開版 | テレビ東京版 | フジテレビ版 |
| ------------------ | -------------------- | ---------- | ------------ | ------------ |
| 若者ディミトリアス | アンソニー・ホール   | 納谷悟朗   | 青野武       | 大林隆介     |
| 王女アンティリア   | ジョイス・テイラー   | 前田敏子   | 此島愛子     | 上田みゆき   |
| 宰相ザレン         | ジョン・ドール       | 田口計     | 家弓家正     | 小林勝彦     |
| 大僧正             | エドワード・プラット | 大平透     |              |              |
| 若者の父ペドロ     | ウォルフ・バーゼル   | 永井一郎   |              |              |
| ナレーション       | ポール・フリーズ     | 黒沢良     |              |              |

- テレビ東京版：初回放送1970年11月25日
- フジテレビ版：初回放送1975年8月1日『ゴールデン洋画劇場』